# Benigno T. Martínez
Benigno Melchor Vicente Teijeiro Martínez, conocido como  Benigno T. Martínez, nació en Santa Marta de Ortigueira, La Coruña, el 20 de septiembre de 1846. Se radicó en Concepción del Uruguay -población argentina- en 1875, donde se desempeñó como historiador, pedagogo, periodista, escritor.  Falleció en Paraná (Argentina)   el 18 de agosto de 1925.

## Reseña biográfica
Benigno T.  Martínez obtuvo en España   el título de agrónomo (agrimensor y tasador de tierras)  profesión que, estudiada a instancia de su padre,  ejerció en Santa Marta de Ortigueira y en Cuba.
Al morir su padre, regresa a España y se inicia en el periodismo.
De ideas liberales y republicanas parte para América y se radica en Concepción del Uruguay (población argentina) en 1875, previo paso por Montevideo y Asunción del Paraguay.
En la que aún era capital de Entre Ríos existía una importante comunidad gallega, por lo que fácilmente se integró a la vida cultural de la ciudad. 
Se desempeñó como periodista, escritor y funcionario público. Fue bibliotecario, 1875, Secretario de la Oficina Nacional de Agricultura y Estadística de Entre Ríos,  (1877);  Secretario de la Comisión Nacional de Inmigración de Entre Ríos (1878); y jefe de Estadística y Archivos de la Provincia al año siguiente, inauguró el Registro Estadístico que culminó con el censo suplementario de 1879. 
En la Escuela de Preceptores que funcionaba en el Colegio del Uruguay obtiene el título de Preceptor de Escuelas Comunes y se le asigna el puesto de director de la Escuela de Varones número 2 de Concepción del Uruguay.
En 1880 ingresa, como profesor, en el Colegio Nacional de Concepción del Uruguay y posteriormente en Escuela Normal de Concepción del Uruguay. Ese mismo año, Bernardino Caballero presidente de Paraguay  lo nombró Cónsul de esa república en Concepción del Uruguay.
Ante la falta de libros de texto para el estudio, escribió manuales sobre historia argentina, historia americana, geografía antigua, geografía argentina, cartografía histórica, aritmética elemental y geometría práctica
En 1882 viaja a Buenos Aires para asistir al Congreso Pedagógico Internacional Americano, del que fue presidente Onésimo Leguizamón.  En el mismo año interviene en la organización de una muestra continental. 
Dedicado con intensidad a los estudios históricos, integró la Junta de Historia y Numismática, la Academia Nacional de la Historia de la República Argentina y otras instituciones nacionales y extranjeras. 
Fue director del Archivo de la Provincia de Entre Ríos, que había iniciado Martín Ruíz Moreno, y murió mientras desempeñaba ese cargo.
En ocasión del primer centenario de Concepción, obtiene en 1884 una medalla de oro de la Municipalidad en los Primeros Juegos Florales por su obra Memoria acerca de la Conquista y Fundación de los pueblos de Entre Ríos.
Es autor de obras de teatro no siempre bien acogidas por los críticos: Independencia y Tiranía (o El doctor Francia), estrenada en Asunción del Paraguay en 1874; Misterios del tío Pascual, en 1877; Por Acá y por Allá, en 1878; y la zarzuela Guerra de los Solteros, con música del maestro Lagarza, todas ellas representadas en el Teatro 1° de mayo de Concepción del Uruguay. Jacobo A. De Diego supone que también le pertenecería  La Flor del Azafrán.
Benigno T. Martínez ejerció el periodismo, y en tal carácter editó y dirigió “El Orden”, un bisemanario de Concepción del Uruguay, y a cuya redacción perteneció Luis Bonaparte. También creó y dirigió “El investigador”, de la misma ciudad, que, más que un diario corriente era un museo de informaciones históricas, científicas, artísticas y literarias de incalculable valor para los estudiosos y que todavía es de provecho consultar.
Pero su obra máxima es la Historia de Entre Ríos, que algunas autoridades consideran no superada todavía, y que consta de cinco tomos, los últimos dos inéditos. 
Por otra parte, escribió más de un centenar de monografías, numerosos poemas y artículos periodísticos.

## Obra
Según Marcelo J. Martínez Soler, descendiente de Benigno T. Martínez, la obra completa comprende 165 títulos sin contar 19 inéditos, reseña que realizó a partir del apéndice bibliográfico publicado por Julio Dávila Díaz; por la edición conmemorativa de "La Mañana", diario de Paraná, del 12 de octubre de 1922 y los artículos necrológicos del mismo y de "El Diario", periódico de Paraná, agosto de 1925. 
No solo publicó en español, sino que lo hizo en gallego.
- 1876 - Un naufragio: relato histórico del acaecido a la Guadalupe 4.a en las Islas de Cabo Verde con un apéndice sobre poetas gallegos. Concepción del Uruguay.[12]
- 1877 - La Argentina. Ensayos literarios sobre vates contemporáneos de ambas márgenes del Plata, Concepción del Uruguay, Tomo I, 185 p. Tomo II, p. 186 a 226.
- 1879 - Compendio de Historia argentina, desde el Descubrimiento del Nuevo Mundo hasta nuestros días, Bs. As. 140 p.
- 1880 - Apuntes Históricos sobre la Provincia de Entre Ríos, Tomo I (1516-1810), 223 p.  Se continuó en 1881 con el tomo II (1810-1820) 154 p. Escrito junto a Alejandro Magariños Cervantes. Concepción del Uruguay:  Establecimiento tipográfico de "El Nuevo día.[13]
- 1882 - El Paraguay. Memoria descriptiva bajo el punto de vista Industrial y Comercial en Relación con los Países del Plata, Bs. As., 76 p. Medalla de bronce en la Exposición Universal de Amberes.[14]
- 1882 - Entre Ríos. Memoria descriptiva de la Provincia desde el punto de vista agrícola, comercial e industrial - presentada con motivo de la Exposición Continental de Buenos Aires y publicada por el Congreso Nacional.
- 1883 - Cartografía histórica argentina, La Plata, Buenos Aires.[15]
- 1883 - Figuras parlamentarias del parlamento argentino. Buenos Aires: Impr. de El Plata.[16]
- 1884 - Memoria acerca de la conquista y la fundación de los pueblos de Entre Ríos. Buenos Aires: Imp. de la "Nueva Revista de Buenos Aires".[17]
- 1885 - Curso Elemental de Historia Argentina (Primer curso: del descubrimiento hasta la segunda invasión inglesa: 1492-1808), para Colegios Nacionales y Escuelas Normales, nueve ediciones corregidas hasta 1898, 140 p.[18]
- 1885 - Curso Elemental de Historia Argentina (Segundo curso: desde la independencia hasta la reorganización constitucional: 1808-1880, y tabla cronológica desde 1492 hasta 1884), Bs. As., 159 p.[19]
- 1885 - Estudio Etnográfico y Etnológico de Entre Ríos - en el "Almanaque Popular" de la Librería del Colegio, de A. M. Piñón.
- 1885 - Geografía Antigua, Bs. As., primera edición, 35 p. En 1887, segunda edición: 60 p.
- 1885 - El general Francisco Ramírez en la historia de Entre Ríos. Nueva Revista.[20]
- 1886 - Diccionario Biográfico-Bibliográfico de escritores antiguos y modernos nacidos en los países de habla castellana, escrita en vista de las fuentes más autorizadas, extractado y traducido de los diccionarios, revistas, periódicos, catálogos y obras biográficas y bibliográficas publicadas en Europa y en América. Buenos Aires: Impr. de Stiller y Laass.[21]
- 1886 - Lecciones de Geografía, (para escuelas comunes), Bs. As. 267 p.[22]
- 1886 - Lecciones de Geografía argentina, (para Escuelas Normales y Colegios Nacionales), Bs. As., 120 p.[23]
- 1887 - Nociones de historia argentina: extractadas del resumen general del curso de historia. Buenos Aires: Igor.[24]
- 1887 - Lecciones de geometría. Buenos Aires: Igon hermanos.[25]
- 1887 - Geografía antigua.  Segunda edición. Buenos Aires: Igon[26]
- 1889 - Lecciones de aritmética para las escuelas elementales y de aplicación de las normales arregladas al programa oficial. Buenos Aires: Igon hermanos.[27]
- 1890 - Archivo Histórico de la Provincia de Entre Ríos desde la Epoca Colonial hasta nuestros días, Tomo I: 1603-1810, 101 p.
- 1890-91 - Antología Argentina. Colección de Trozos Históricos Crítico-Literarios, La Plata: J. Peuser,  2 v.[28]
- 1893 - Cartografía histórica de la República Argentina: curso gradual de historia de los colegios y escuelas Argentinas. Primera parte. Talleres del Museo de La Plata..[29]
- 1898 -  Ensayo Etnográfico-Histórico de las Naciones Indígenas del Río de la Plata, ensayo presentado en el Congreso Científico Latinoamericano, Buenos Aires.
- 1900 - Historia de la Provincia de Entre Ríos, Tomo I: Primer Período, 1516-1811: la colonia y la revolución de Mayo, y Segundo Período, 1811-1821: la revolución interna y la federación entrerriana, Bs. As. 649 p.[30]
- 1905 - Etnografía del Río de la Plata. Indígenas de Santa Fe - en el "Boletín del Instituto Geográfico Argentino", Bs. As. Tomo XXXII, p. 7 a 12.
- 1906 - Etnografía Histórica. Vocabulario de las Tribus Meridionales de América, 116 p.
- 1907 - Vocabulario de Tribus o Parcialidades de Indios del Río de la Plata en la Epoca Colonial, en la "Revista Nacional" de Bs. As.
- 1910 - Historia de la Provincia de Entre Ríos, Tomo II: Primera Parte del Tercer Período, 1822-1846: la organización provincial, Bs. As., 651 p.[31]
- 1913 - La fundación de Paraná.  Consejo Nacional de Educación, Buenos Aires.[32]     Texto electrónico[33]
- 1916 - Biografía Cordobesa - en la Revista de la Universidad Nacional de Córdoba", año III, no 5.[34]   Archivo PDF[35]
- 1917 - Etnografía del Río de la Plata. Tribus Orientales del Río Paraná - en la "Revista de la Universidad Nacional de Córdoba", año IV, n.º I,[36] Archivo PDF[37]
- 1917 - El Tavantisuyu por Arcos, traducción del francés con notas, en Revista de la Universidad Nacional de Córdoba, año IV, n.º III.
- 1919 - La leyenda de Lucía Miranda - en la Revista de la Universidad Nacional de Córdoba, año VI, n.º I. Marzo de 1919.[38]     Archivo PDF[39]
- 1919 - Elementos de Clasificación y Ubicación de las Tribus del Río de la Plata en el Período Colonial: 1516-1810, en Revista de la Universidad Nacional de Córdoba, año VI, n.º IX y X.
- 1919 - Orígenes del Periodismo Argentino y Español en el Río de la Plata, en la "Revista de la Universidad Nacional de Córdoba, año VI, no 4-5, junio y julio de 1919.[40] Archivo PDF[41]
- 1919 - Historia de la Provincia de Entre Ríos, Tomo III: Segunda Parte del Tercer Período, 1846-1853, Rosario, 436 p.[42]
- 1924 -  Crónica Histórica de la Ciudad de Paraná.
- 1924 - Los homenajes al ilustre caudillo entrerriano, D. Francisco Ramírez, Paraná:Talleres gráficos "La Mañana".[43]